# 리옹-제네바 철도
리옹-제네바 철도(Lyon–Geneva railway)는 프랑스, 스위스 국내 철도망에서 중요한 경로이다. 제네바뿐만 아니라 모리엔 철도와 제네바에서 발랑스까지 그르노블선을 통해 연결한다. TGV 파리 - 제네바, 제네바 - 프랑스 남부, TER 오베르뉴-론-알프, 론익스프레스 레기오날과 화물 열차와 같은 다양한 교통수단을 제공한다.
회선 번호는 RFF 전국 네트워크의 890 000이다.

## 노선
리옹-페라쉬역에서 리옹 시내 중심가를 돌며 리옹-파듀역까지 운행한다. 리옹의 북동쪽 교외를 통과한 후 이 노선은 평야를 가로질러 앙베리외까지 다소 직선 구간을 달리며 부르캉브레스 및 마콩(이전의 제네바-파리 노선)까지의 노선과 합류한다. 나머지 라인은 알프스와 쥐라의 산기슭을 통과한다. 쿨로즈에는 모단을 경유하여 토리노로 가는 모리엔 라인과의 교차점이 있다. 쿨로즈에서 라인은 오뷔제선과 만나는 벨가르드-쉬르-발세린까지 론강에서 가깝다. 벨그라드 열차가 4km의 크레도 터널로 뛰어든 후 롱저레 교차로에서 나타나며 에비앙으로 가는 노선이 노선에서 명확하게 보이는 장엄한 롱저레 고가교를 통해 분기된다. 그 후, 라인은 샬렉스와 라플랑 사이의 스위스 국경을 가로질러 론강 근처로 내려간다. 라플랑과 제네바 사이의 역은 제네바의 통근 교통으로 인해 훨씬 더 가깝다. 많은 상품 사이딩이 있는 메랑-베르니에 산업 단지를 통해 제네바 도로로 진입하는 이 철도는 높은 다리를 건너 스위스 A1 고속도로를 횡단한 다음 이중 선로 코르나방-공항선 옆의 단일 선로로 줄어든다. 터널 내부의 삼각 교차점은 라프라유 상품 적재창과 연결되며, 향후 CEVA는 안마스와 에비앙으로 연결된다. 여전히 터널에 선은 잠수부가 코르나방-공항선을 교차한다. 이 노선은 제네바역의 5, 7, 8번 플랫폼에서 끝나는 제네바의 생장구에서 시작된다.

## 역사

### 창설
- 1856년 6월 23일: 리옹 생클레르에서 앙베리외-앙-뷔제까지 구간 개통.
- 1857년 5월 7일: 앙베리외에서 세셀로
- 1858년 3월 18일: 세이셀에서 제네바(코르나방)로
- 1859년 6월 1일: 리옹 생클레어에서 리옹 브로토로
- 1859년 11월 24일: 리옹 기요티에르와 리옹 페라슈로 연결

### 전철화
라인은 1500V DC로 점진적으로 전기화되었다.
- 1952년 12월 14일: 리옹 페라슈와 리옹 생클레어.
- 1953년 9월 22일: 리옹-생클레르에서 쿨로즈까지.
- 1953년 12월 16일: 쿨로즈에서 벨그라드까지.
- 1956년 9월 20일: 벨가르드에서 제네바까지 구간의 전기화 완료. 최초의 열차는 CC 7121(당시 세계 철도 속도 기록 보유자)에 의해 운반되었다.

### 진화
이후 몇 년 동안 라인은 다양한 수정을 거쳤으며, 그중 가장 중요한 것은 다음과 같다.
- 1980년, 쿨로즈에서 코드 라인이 개방되어 제네바 - 그르노블 - 발랑스 교통량이 쿨로즈 역의 역회전을 피해 60km/h로 직접 통과할 수 있다.
- 1981년 9월 27일 최초의 상업 파리 - 제네바 TGV 서비스(벨그라드, 쿨로즈, 앙베리외 및 부르캉브레스 경유).
- 1983년 6월 12일 리옹-브로토역 운영 마지막 날.
- 1983년 6월 13일 리옹파듀역 개통 첫날.
- 1987년 5월: 제네바 공항에 지점 개설. 코르나방에서 서쪽으로 가는 대부분의 교통량은 SNCF 네트워크로 가는 비교적 드문 교통량 대신에 공항에서 끝나는 장거리 스위스 열차가 되었다. 이에 따라 본선은 15kV 16.7Hz의 스위스 표준에 따라 재전철화되었으며, SNCF 전용선은 코르나방과 평행을 이루는 새로운 단일 선로를 사용했다.

2010년 12월 12일: 파리로 향하는 떼제베 교통을 위해 오뷔제선 재개통, 떼제베를 벨그라드에서 앙베리외로 우회.

### 제네바-벨그라드 구간
소개에서 언급된 모든 다른 유형의 트래픽이 이 섹션에서 실행된다. 벨그라드에서 제네바까지 직행 승객 서비스는 프랑스 TGV 또는 TER 열차로 제공되며, 정차 서비스는 스위스 론 익스프레스 레기오날 서비스에서 제공된다. 프랑스 시스템에 전기를 공급하고 신호를 보냈지만, 부분적으로 스위스 철도에서 운영했기 때문에 사진에 표시된 것처럼 라인에 몇 가지 특이한 하이브리드가 있었다.
1500V DC에서 실행되고 프랑스 열차 제어 시스템을 사용하는 스위스 EMU
스위스 신호 제조업체 Integra에서 제작한 프랑스식 신호기

### 제네바 벨그라드 2014년 25kV 업그레이드 프로젝트
제네바- 벨그라드 구간의 교외 교통량은 꾸준히 증가하고 있으며, 단일 선로 구간은 심각한 병목 현상이 될 것으로 예상된다. 제네바 RER의 남쪽 지점인 CEVA는 25kV 50Hz로 전력을 공급하므로 제네바-벨그라드 구간의 1.5kV DC 전력은 지역 열차의 세 번째 전압이다. 이 두 가지 문제를 완화하기 위해 두 가지 엔지니어링 프로젝트가 수행되었다. 첫 번째는 25kV 또는 15kV의 세 트랙 모두에서 양방향 작동을 위해 코르나뱅과 공항 교차로 사이의 이중 및 단일 라인을 수정하는 것이고, 두 번째는 벨그라드에서 제네바 구간을 25kV AC로 재충전하게 된다. 작업은 2014년 8월에 완료되었으며 벨가르드에서 제네바까지 구간은 완전히 25kV 미만이다. 라플랑과 제네바 사이의 신호는 모두 스위스이며, 제네바에서 제어되며 양방향 작동이 가능하다. Bem 550 및 'Flirt' 524 EMU는 'Flirt' 522 및 'Colibri' 562로 대체되었다.

### 2018년 더 큰 플랫폼 업그레이드 프로젝트
모든 플랫폼은 더 긴 열차를 허용하기 위해 160m로 연장된다. 프로젝트는 2019년 말까지 완료되어야 하며 예상 비용은 5,600만 CHF이며, 제네바주에서 자금을 조달한다.